# Valeska-Gert-Gastprofessur
Die Valeska-Gert-Gastprofessur für Tanz und Performance besteht seit dem Wintersemester 2006/2007 am Institut für Theaterwissenschaft der Freien Universität Berlin. Sie wird gemeinsam von der FU, dem Deutschen Akademischen Austauschdienst und der Akademie der Künste Berlin getragen. Namensgeberin ist die deutsche Avantgarde-Tänzerin und Choreografin Valeska Gert. Die künstlerische Professur ist zentraler Bestandteil des internationalen Masterstudiengangs für Tanzwissenschaft, der von Gabriele Brandstetter eingerichtet wurde. Für jedes Semester wird ein internationaler Tanz- oder Performance-Künstler eingeladen mit Studierenden der Tanzwissenschaft zu arbeiten. Die daraus entstandenen Choreografien werden in einer Abschlusspräsentation in der Akademie der Künste aufgeführt.

## Liste der Gastprofessoren
Absteigend nach Jahren
- Sommersemester 2022: Philipp Gehmacher
- Wintersemester 2021/22: Anna Huber
- Sommersemester 2021: Anne Collod
- Wintersemester 2020/21: Toshiki Okada
- Sommersemester 2020: Michael Laub
- Wintersemester 2019/20: Nanako Nakajima
- Sommersemester 2019: Navtej Johar
- Wintersemester 2018/2019: Yasmeen Godder
- Sommersemester 2018: Nora Amin
- Wintersemester 2017/2018: Lia Rodrigues
- Sommersemester 2017: Mette Ingvartsen
- Wintersemester 2016/2017: Meg Stuart
- Sommersemester 2016: Deborah Hay
- Wintersemester 2015/2016: Joachim Schloemer
- Sommersemester 2015: Robyn Orlin
- Wintersemester 2014/2015: Koffi Kôkô
- Sommersemester 2014: Xavier Le Roy
- Wintersemester 2013/2014: Emma Lew Thomas
- Sommersemester 2013: Anna Huber
- Wintersemester 2012/2013: Thomas Hauert
- Sommersemester 2012: Janez Janša
- Wintersemester 2011/2012: Laurent Chétouane
- Sommersemester 2011: Cesc Gelabert
- Wintersemester 2010/2011: Jonathan Burrows
- Sommersemester 2010: Rosemary Butcher
- Wintersemester 2009/2010: Maricel Alvarez und Emilio García Wehbi
- Sommersemester 2009: Xavier Le Roy
- Wintersemester 2008/2009: Rudi Laermans
- Sommersemester 2008: Mark Franko
- Wintersemester 2007/2008: Anna Huber
- Sommersemester 2007: Amos Hetz
- Wintersemester 2006/2007: Michael Laub